# Carlowrightia neesiana
Carlowrightia neesiana är en akantusväxtart som först beskrevs av Johannes Conrad Schauer och Christian Gottfried Daniel Nees von Esenbeck, och fick sitt nu gällande namn av T.F. Daniel. Carlowrightia neesiana ingår i släktet Carlowrightia och familjen akantusväxter. Inga underarter finns listade i Catalogue of Life.